# 内隐自尊
內隱自尊是指一個人以自發的、自動的或無意識的方式評價自己的傾向。 它與外顯自尊形成對比，外顯自尊需要更有意識和反思的自我評價。 外顯自尊和內隱自尊都是自尊的組成部分。

## 概述
內隱自尊被明確地定義為「自我態度對自我相關和自我不相關物體的評價所產生的內省性未識別（或不準確識別）的影響」。因為根據定義，內隱自尊可能無法有意識地內省，所以內隱自尊的量測並不依賴直接的自我報告，而是透過其他方式推斷與自我相關的價值。
絕大多數的內隱自尊測量都顯示，個人的自我評價會擴散到與自我相關的物件上。而且，這些測量結果顯示，人們平均來說有正面的自我評價。高估自己的特質和能力被認為是正面情緒從自我溢出到與自我相關的客體。這種「溢出」是自動和無意識的。因此，內隱自尊提供了一個解釋，說明對與自我有關的事物的正面偏見。聯想尤其重要；內隱式自尊是由自性與對自性的正面或負面評價之間的一系列聯想所組成的。這一點在內隱聯想測驗中表現得尤為明顯。